# Šachový velmistr

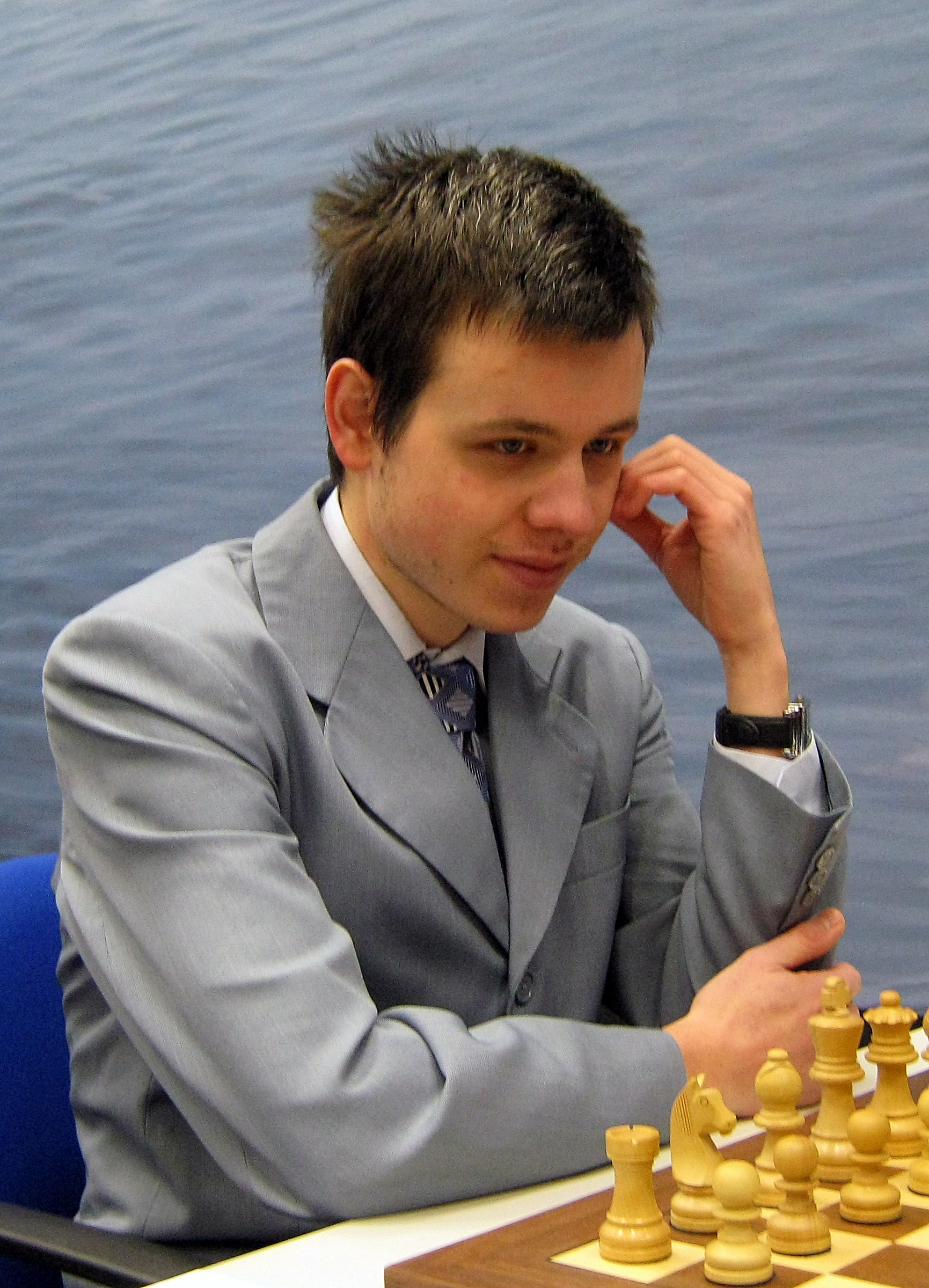
Český šachista David Navara (foto z roku 2012) je šachovým velmistrem od roku 2002.

V šachu se titul velmistr (zkratka GM, někdy IGM - International Grandmaster - pro odlišení od národních titulů, v Česku zejména dříve i VM) používal neformálně od počátku 20. století pro označení nejsilnějších světových hráčů. Od roku 1950 je formálně udělován Mezinárodní šachovou federací (FIDE). Způsob udělování se ovšem postupně měnil.

## Historie
Neformálně byl titul velmistr používán pro označování příslušníků nejužší světové šachové elity už od počátku 20.  století.
V Sovětském svazu počátkem 30. let vznikl titul „Velmistr Sovětského svazu“, uznávaný a udělovaný pouze v rámci SSSR).
V mnoha zdrojích se objevuje neověřené tvrzení, že titul byl poprvé formálně udělen ruským carem Mikulášem II. roku 1914 pěti finalistům turnaje v Petrohradě – byli to Lasker, Capablanca, Aljechin, Tarrasch a Marshall. Podle šachového historika Edwarda Wintera se toto tvrzení poprvé objevuje až v roce 1940 a v Marshallově autobiografii My 50 Years of Chess z roku 1942. Dobové prameny o udělení velmistrovského titulu v Petrohradě 1914 nehovoří. 

## Oficiální titul
Roku 1950 udělila Mezinárodní šachová federace FIDE titul velmistr 26 hráčům, kteří buď v té době nebo v minulosti patřili ke světové špičce. Mezi těmito velmistry byl i Čech Oldřich Duras, který toto uznání získal za své výkony kolem roku 1910. Titul od té doby byl i nadále ve výjimečných případech udělován jako čestné uznání minulých zásluh o šachy.
FIDE zároveň zavedla kvalifikační pravidla, která umožňují titul mezinárodního velmistra získat na základě určitých výkonů. Nejběžnější způsob dosažení titulu v současnosti je získat rating Elo aspoň 2500 bodů a navíc splnit takzvané velmistrovské normy, tedy definované výkony v mezinárodních turnajích s účastí zahraničních velmistrů.

## Další šachové tituly
Kromě tohoto základního titulu velmistra lze dnes získávat i tituly nižší (např. mezinárodní mistr), ženské (mezinárodní velmistryně) nebo ve zvláštních odvětvích šachu (kompoziční šach, korespondenční šach). Neoficiální označení „supervelmistr“ se v šachu používá pro hráče s ratingem Elo nad 2700.